# Hannah Montana 2: Non-Stop Dance Party
Hannah Montana 2: Non-Stop Dance Party è un album discografico di remix della serie televisiva Hannah Montana, pubblicato nel 2008 da Walt Disney Records.

## Descrizione
Il disco contiene versione remixate di brani già inclusi nell'album precedente Hannah Montana 2. Tutte le tracce sono interpretate da Miley Cyrus, accreditata come Hannah Montana.

## Tracce
1. One in a Million (Chris Cox Remix) – 4:49
2. True Friend (Chris Cox Remix) – 3:01
3. Old Blue Jeans (Chris Cox Remix) – 3:21
4. Make Some Noise (Chris Cox Remix) – 4:36
5. Nobody's Perfect (Chris Cox Remix) – 3:56
6. Rock Star (Chris Cox Remix) – 3:41
7. Life's What You Make It (Chris Cox Remix) – 3:26
8. We Got the Party (Chris Cox Remix) – 4:21
9. You and Me Together (Chris Cox Remix) – 3:51
10. Bigger Than Us (Chris Cox Remix) – 3:55
11. Chris Cox Megamix – 3:12

## Classifiche
| Classifiche (2008) | Posizione massima |
| ------------------ | ----------------- |
| Stati Uniti        | 7                 |